# Frank Auerbach
Frank Helmut Auerbach (Berlim, 29 de abril de 1931 – Londres, 11 de novembro de 2024) foi um pintor germano-britânico. O seu trabalho é caracterizado pela retratação de pequenos grupos de mulheres ou cenas dos arredores de Londres, principalmente de Camden Town.

## Biografia
Filho do advogado Max Auerbach e da pintora amadora Charlotte Nora Burchardt, nasceu em Berlim, mas graças à escritora Iris Origo, foi enviado para a Inglaterra em 1939, com 7 anos, para escapar da perseguição nazi. Partiu via Hamburgo para Southampton. Nunca mais veria os seus pais, que morreram em campos de concentração.
Estudou na Kent School, onde se destacou como actor e pintor, participando em peças de Peter Ustinov em St Pancras. Estudou no Royal College of Art de 1952 a 1955.
A sua primeira exposição individual foi em 1956, e tiveram lugar importantes mostras da sua obra na Marlborough Gallery, em Nova Iorque, em 1969, 1982, 1994, 1998 e 2006.
Em 1986 representou a Inglaterra na Bienal de Veneza ganhando o prémio, juntamente com o pintor alemão Sigmar Polke. Teve importantes retrospectivas no Hamburg Kunstverein, e no Centro de Arte Reina Sofia, em Madrid, em 1987, no Van Gogh Museum, em Amsterdão, em 1989; no Yale Center for British Art, em New Haven, e na National Gallery, em Londres, em 1995.
Morreu em 11 de novembro de 2024, aos 93 anos, em Londres.

## Estilo e influências
Embora às vezes descrito como expressionista, Auerbach não é um pintor expressionista. O seu trabalho não se preocupa em encontrar um equivalente visual a um estado emocional ou espiritual, ao contrário do movimento expressionista, mas trata da tentativa de resolver a experiência de estar no mundo através da pintura. Nisso, a experiência do mundo é vista como essencialmente caótica, sendo o papel do artista o de impôr uma ordem a esse caos e registar essa ordem na pintura. Essa ambição resulta em Auerbach no desenvolvimento de relações intensas com assuntos particulares, particularmente as pessoas que pinta, mas também a localização dos seus temas de paisagem urbana. Falando sobre isso em 2001, afirmou: "Se você passa por algo todos os dias e tem um pouco de caráter, começa a intrigá-lo". Esta simples afirmação desmente a intensidade da relação que se desenvolve entre Auerbach e seus temas, o que resulta em um desejo surpreendente de produzir uma imagem que o artista considera 'correta'. Isso leva Auerbach a pintar uma imagem e depois raspá-la da tela no final de cada dia, repetindo esse processo várias vezes, não principalmente para criar uma camada de imagens, mas por uma sensação de insatisfação com a imagem que o leva a tentar pintá-la novamente.
Isso também indica que a tinta espessa na obra de Auerbach, que levou algumas pinturas de Auerbach na década de 1950 a serem consideradas difíceis de pendurar, não é principalmente o resultado de acumular muita tinta ao longo do tempo. Na verdade, é aplicado num espaço de tempo muito curto e pode ser raspada logo após a aplicação. Essa técnica nem sempre foi considerada positivamente, com o jornal Manchester Guardian comentando em 1956 que: "A técnica é tão fantasticamente intrusiva que leva algum tempo até que alguém penetre nas intenções que deveriam justificar esse método grotesco".
Essa intensidade de abordagem e manuseio nem sempre se coaduna com o mundo da arte que se desenvolveu na Grã-Bretanha a partir do final dos anos 1980, com um crítico da época, Stuart Morgan, denunciando Auerbach por defender o "conservadorismo como se fosse uma religião".
Além de pintar cenas de rua perto da sua casa em Londres, Auerbach tende a pintar um pequeno número de pessoas repetidamente, incluindo Estella Olive West (indicada em títulos de pintura como EOW), Juliet Yardley Mills (ou JYM) e a sua esposa, Julia Auerbach (nascida Wolstenholme). Auebach tem pintado a historiadora de arte e curadora Catherine Lampert regularmente desde 1978, quando esta organizou a sua retrospectiva na Hayward Gallery. Novamente, uma obsessão semelhante com assuntos específicos, e um desejo de retornar a eles para "tentar novamente" é discernível neste uso dos mesmos modelos.
Um forte ênfase na obra de Auerbach é a sua relação com a história da arte. Na sua exposição na National Gallery de Londres, em 1994, fez referência direta à sua colecção de pinturas de Rembrandt, Ticiano e Rubens. O trabalho de Auerbach inspirado pelos artistas históricos não foi resultado de uma curta residência na National Gallery, mas tem uma longa história, e nesta exposição, mostrou pinturas inspiradas por Baco e Ariadne, de Ticiano, de 1970, e por Sansão e Dalila, de 1993.